# Orius horvathi
Orius horvathi is een wants uit de familie van de bloemwantsen (Anthocoridae). De soort werd het eerst wetenschappelijk beschreven door Odo Reuter in 1884.

## Uiterlijk
De kleine geelbruine bloemwants heeft, als volwassen dier, altijd volledige vleugels en kan 2 tot 2.5 mm lang worden. De kop, het halsschild en het scutellum zijn zwart van kleur. De voorvleugels zijn variabel gekleurd, van geel tot donkerbruin. Het doorzichtige deel van de voorvleugels is kleurloos, soms bruinachtig. De pootjes zijn soms geheel licht, soms geheel donker. De mannetjes hebben dikkere antennes dan de vrouwtjes en zijn normaliter geel of geelbruin. Het eerste antennesegment is donkerder dan de rest. De wantsen zijn alleen met behulp van de genitalia van Orius laticollis, Orius minutus en Orius vicinus te onderscheiden.

## Leefwijze
De wantsen leven op grove den en zwarte den en op allerlei kruiden en bloemen.

## Leefgebied
De soort is in Nederland in 2001 voor het eerst verzameld in de kuststreek. Er is over de verspreiding nog onvoldoende bekend. De wants komt voor in Midden- en Zuid-Europa, Noord-Afrika, het Midden-Oosten, Siberië en Mongolië.